# パウラ・キニキニラウ
パウラ・キニキニラウ（Paula Kinikinilau、1986年8月30日 - ）は、ルーマニアのラグビーユニオン選手。

## プロフィール
- トンガ・ファンガレオウンガ出身[1]。
- ポジションはセンター(CTB)。
- 身長 185cm、体重 105kg
- ルーマニア代表通算キャップ数は21でワールドカップ2015のルーマニア代表に選ばれた[2]。

## 略歴
オタゴ、CSAステアウア・ブクレシュティ、ティミショアラ・サラセンズを経て、2013年、ブカレスト・ウルブズに加入。